# Germano Almeida
Germano Almeida, född 1945 på ön Boa Vista, är en författare och jurist från Kap Verde. Han är en av landets mest kända författare, och är översatt till flera språk. Efter juridikstudier i Portugal återvände han till hemlandet, där han arbetade som advokat på ön São Vicente.
Almeida har gett ut tretton böcker, varav nio romaner. Romanen O Testamento do Sr. Napumoceno da Silva Araújo (1988, på svenska Herr Napumoceno da Silva Araújos testamente, 1999), som även har filmatiserats, var tänkt som första delen i en trilogi, men följdes sedan endast av del tre, som en fristående roman, O Meu Poeta (1990), en satir över opportunism och medelmåttighet, och fortsättningen A Morte do Poeta (1998). Andra romaner är A Ilha Fantástica (1994), Os Dois Irmãos (1995), A Familia Trago (1998, på svenska Familjen Trago, 2001), en berättelse om livet på ön Boa Vista, Dona Pura e os Camaradas de Abril (1999) och As Memórias de um Espírito (2002).
Almeida är en stor berättare; hans böcker är fulla av överraskande episoder, ironi och sarkasm avlöses av humor och hjärtevärme, och slang och kreolska vändningar ges också plats.